# Heli Heroes
Heli Heroes est un jeu vidéo de type shoot 'em up développé par Reality Pump et édité par Zuxxez (en), sorti en 2001 sur Windows.

## Accueil
- Jeux Vidéo Magazine : 12/20[1]
- Jeuxvideo.com :10/20[2]